# Philippi & Herweck
Die Philippi & Herweck Holding GmbH ist die Konzernmutter einer Unternehmensgruppe, die sich im Wesentlichen mit dem Großhandel mit Telekommunikations- und IT-Produkten befasst, Mobilfunk- und Festnetzverträgen vermittelt und als IT-Systemhaus Firmennetzwerke betreut. Darüber hinaus betreibt es Elektronik-einzelhandel und unterstützt seine Handelssparten zentral mit Dienstleistungen.

## Geschichte
Das Unternehmen wurde 1985 von Dieter Philippi und Jörg Herweck in Saarbrücken gegründet. 1993 wurde der Standort von Saarbrücken nach Kirkel verlegt und 2014 zog der Firmensitz nach Sankt Ingbert / Rohrbach. Mit ISDN stieg die Firma 1995 in die Dienstvermarktung ein.
Aus der ursprünglichen Geschäftsidee, dem Handel mit importierten Anrufbeantwortern und Designtelefonen, entstand einer der bedeutendsten Distributoren für Telekommunikation und Informationstechnologie in Deutschland. Herweck vermarktet außerdem die Produkte der größten Netzbetreiber in Deutschland.
Die Produktpalette umfasst Produkte aus den Bereichen Telekommunikations- und IT sowie Unterhaltungselektronik, Sicherheitstechnik und Home Appliance. Unter der eingetragenen Handelsmarke Helos vermarktet Herweck Netzwerk- und Computerzubehör.

## Produkte und Dienstleistungen
Zum einen vermarktet die Herweck AG Mobilfunktelefone und -zubehör, Mobile Computing, Telefonanlagen, Netzwerktechnik, Installationstechnik, Smart-Home und IT-Produkte. Zum anderen unterstützt das Unternehmen Fachhandelspartner mit zahlreichen Dienstleistungen und digitalen Lösungen, die im Rahmen der jeweiligen Kundenbeziehung auch eine Marketing- und Handelsunterstützung umfassen. So bietet die Herweck AG Bausteine in den Bereichen Finanzierung, Marketingunterstützung und technischen Support an.
Die Herweck AG vermittelt Mobilfunk- und Breitbandverträge über den Fachhandel an nahezu alle deutschen Netzbetreiber. Des Weiteren ist die Herweck AG Anbieter von technischen Schulungen und Zertifizierungen der Industrie (z. B. Starface, Atos Unify, Agfeo).

## Struktur
Die Philippi & Herweck Holding GmbH ist zu 100 Prozent Eigentümerin folgender Gesellschaften, jeweils mit Sitz in St. Ingbert:
- Herweck AG (Vermittlung von Mobilfunk- und Festnetzverträgen)
- Implement-IT GmbH (Betrieb von sechs Apple Premium Reseller Shops)
- Geist, Kirch & Hof GmbH (Werbeagentur)
- Dantel GmbH (Betrieb von Mobilfunkfachhandelsgeschäften)
- Philippi & Herweck Verwaltungsgesellschaft mbH
- Philippi & Herweck GmbH & Co. KG, St. Ingbert
- Telexa GmbH (Vermarktung von Telekommunikations- und Informationstechnologie über ein Onlineportal)

An der Gesellschaft Mondo Barista GmbH (Online-Vertrieb von Kaffemaschinene, Kaffee und Zubehör) hält die Holding 66,67 Prozent.

## Siegel und Auszeichnungen
Nach 2020 und 2021, gewann Herweck 2022 zum dritten Mal in Folge die Leserwahl zum Distributor des Jahres der Telecom Handel. Den Titel "Telecom Handel Premium Distributor" trägt Herweck auch 2024 und 2025 unter anderem in den Kategorien "Provisionen und Auszahlung", sowie "Bonusprogramme/Incentives".